# Телерадіо-Молдова
Телерадіо-Молдова (рум. Teleradio-Moldova) — молдавська суспільна телерадіокомпанія.

## Історія

### НКПЧ МАССР (1930—1931)
30 жовтня 1930 року в Молдавській АРСР в Тирасполі Народний комісаріат пошти і телеграфів Молдавської АРСР на середніх хвилях почав ретрансляцію Центрального внутрішньосоюзного радіомовлення та мовлення програм власного виробництва в рамках «республіканського вікна» («Молдавське радіо»), в зону якого потрапляла територія Молдавії між Прутом і Дністром.

### Радіокомітет МАРСР (1931—1953)
У 1931 році в рамках Народного комісаріату пошти і телеграфів МАРСР був створений Комітет по радіомовленню, а в 1933 році Комітет з питань радіомовлення був виведений з Народного комісаріату зв'язку МАРСР і перейменований в Комітет з радіофікації і радіомовлення РНК МАРСР (Радіокомітет МАРСР). У 1936 році після будівництва радіопередавача потужністю 4 кВт в Тирасполі зона мовлення розширилася на всю Бессарабію. У 1940 році Радіокомітет МАРСР був перейменований в Комітет з радіофікації і радіомовлення Ради народних комісарів МРСР (Радіокомітет МРСР), який продовжив ретрансляцію 1-ї і почав ретрансляцію 2-ї (пізніше і 3-ї) програм Центрального внутрішньосоюзного радіомовлення, а також мовлення своїх передач.

### Радіоуправління МРСР (1953—1957)
У 1949 році Радіокомітет МРСР був перейменований в Комітет по радіоінформуванню при Раді міністрів МРСР, в 1953 році — в Головне управління по радіоінформуванню Міністерства культури МРСР (Радіоуправління МРСР).

### Держтелерадіо МРСР (1957—1990)
У 1957 році Радіокерування МРСР було реорганізовано в Комітет по радіомовленню і телебаченню Ради Міністрів МРСР (Держтелерадіо МРСР). У вересні 1957-го о 19:00 почалися роботи з установки телеантени, через три місяці вона була готова. 30 квітня 1958 Комітет по телебаченню і радіомовлення МРСР почав ретрансляцію 1-ї програми Центрального телебачення, показ власних передач в рамках її «республіканського вікна», а також запустив версії 1-ї, 2-ї програм Центрального внутрішньосоюзного радіомовлення і Молдавського радіо в діапазоні УКХ OIRT. Керівником Кишинівської студії телебачення став Микола Лупан, радянський дисидент, який потім працював в румунському відділенні радіо «Свобода». За радянських часів Молдавська телестудія готувала ряд пізнавальних і культурно-освітніх телепрограм. Мовлення велося 2-3 години в день. У 1970 — 1980-ті рр. Держтелерадіо МРСР запустило телеканал TVM («Молдавське телебачення»). У 1962 році Держтелерадіо МРСР було перейменоване в Державний комітет Ради міністрів МРСР по радіомовленню і телебаченню, в 1978 році — в Державний комітет МРСР по телебаченню і радіомовленню.

### Національне радіо і телебачення (1990—1994)
У 1990 році Держтелерадіо МРСР було реорганізовано в «Національне радіо і телебачення» (Radioteleviziune Naţională, RTN). У 1992 році «Національному радіо і телебаченню» перейшов 1-й радіоканал і 1-й телеканал, була також запущена міжнародна радіостанція — Radio Chişinău. З 1 січня 1993 «Національне радіо та телебачення» увійшло до складу Європейської мовної спілки.

### Телерадіо-Молдова (з 1994 року)
У 1994 році «Національне радіо та телебачення» було перейменовано в Державну компанію «Телерадіо-Молдова» (Compania de Stat «Teleradio-Moldova»), в 2004 році в Національний громадський інститут телерадіомовлення «Телерадіо-Молдова» (Instituţiei Publice Naţionale a Audiovizualului «Teleradio Moldova»). У 1996 році була створена Координаційна рада аудівізуалу (Consiliul Coordonator al Audiovizualului). У 2000-і рр. TVM в Moldova 1, Молдавське радіо в Radio Moldova, Radio Chişinău в Radio Moldova Internaţional. У 2007 році Телерадіо-Молдова запустила міжнародний супутниковий телеканал TVMI. У 2010-ні роки Телерадіо-Молдова запустила радіостанції Radio Moldova Tineret, Radio Moldova Copii, Radio Moldova Muzical і Radio Festivalul Doinei, Radio Moldova було перейменовано в Radio Moldova Actualităţi. 1 січня 2013 року TV Moldova Internaţional був закритий. 3 травня 2016 року Телерадіо-Молдова через кабельне та супутникове телебачення запустила телеканал Moldova 2.

## Медіа-активи

### Телеканали
- Moldova 1
  - Інформаційна програма Ştiri — 15-хвилинні випуски кожні 4 години

Доступний через ефірне (цифрове (DVB-T) на ДМВ і аналогове (SECAM) на МВ) (в більшості населених пунктів Молдови на 1 телеканалі), кабельне, супутникове телебачення (в більшості країн Європи), IPTV, а також через Інтернет.

### Спеціалізовані телеканали
- Moldova 2

Доступний через ефірне (цифрове (DVB-T) на ДМВ), кабельне, супутникове телебачення, IPTV і Інтернет.

### Основні радіостанції
- Radio Moldova Actualităţi
- Radio Moldova Tineret

Доступні через ефірне радіомовлення (аналогове на УКХ (УКВ CCIR, раніше — УКВ OIRT) і СВ) і інтернет, раніше — через проводове радіомовлення.

### Спеціалізовані радіостанції
- Radio Moldova Muzical

Доступна через інтернет.

### Мультимедіа
- Сайт trm.md на румунській, російській та англійській мові
- Сторінка на Youtube румунською мовою
- Сторінка в Facebook румунською мовою
- Сторінка в twitter румунською мовою

## Управління та фінансування
Юридичний статус
Teleradio Moldova є суспільним інститутом. Teleradio Moldova — єдиний загальнонаціональний суспільний мовник Молдавії (крім нього суспільний мовник автономії GRT, а раніше також регіональні громадські мовники EuTV Chişinău і Teleradio-Bălţi, нині приватизовані).
Управління
Вищий орган — Наглядова рада (Consiliul de Observatori), обирається парламентом, вища посадова особа — Голова (Preşedinte), призначається Наглядовою радою. При Президентові TRM діє Адміністративна рада (Consiliul de administraţie), в яку також входять Заступник Голови — Генеральний продюсер (vicepreşedintele-producătorul general), Виконавчий директор телебачення (directorul executiv al Televiziunii) і Виконавчий директор радіо (directorul executiv al Radiodifuziunii). Контроль за дотриманням законів про ЗМІ здійснює Координаційна рада аудівізуала (Consiliul Coordonator al Audiovizualului).
Фінансування
Фінансується за рахунок урядових асигнувань і реклами.
Міжнародне членство
Член ЄВС.

### Голови
- Феодосій Відрашку (1957—1961)
- Володимир Кроїтору (1961—1965)
- Леонід Кулюк (1965—1967)
- Штефан Лозан (1967—1989)
- Адріан Вусатий (1989—1997)
- Тудор Олару (1997—2000)
- Юліан Магаляс (2000—2003)
- Іон Гонца (2002—2003)
- Артур Єфремов (червень 2003 — березень 2004)
- Іліє Телешко (березень 2004 — квітень 2007)
- Валентин Тодеркан (10 квітня 2007 — 30 грудня 2009 року)
- Костянтин Марін (5 лютого 2010 — листопад 2014 року)
- Ольга Бордеяну (4 червня 2015 — по теперішній час)